# 고염수

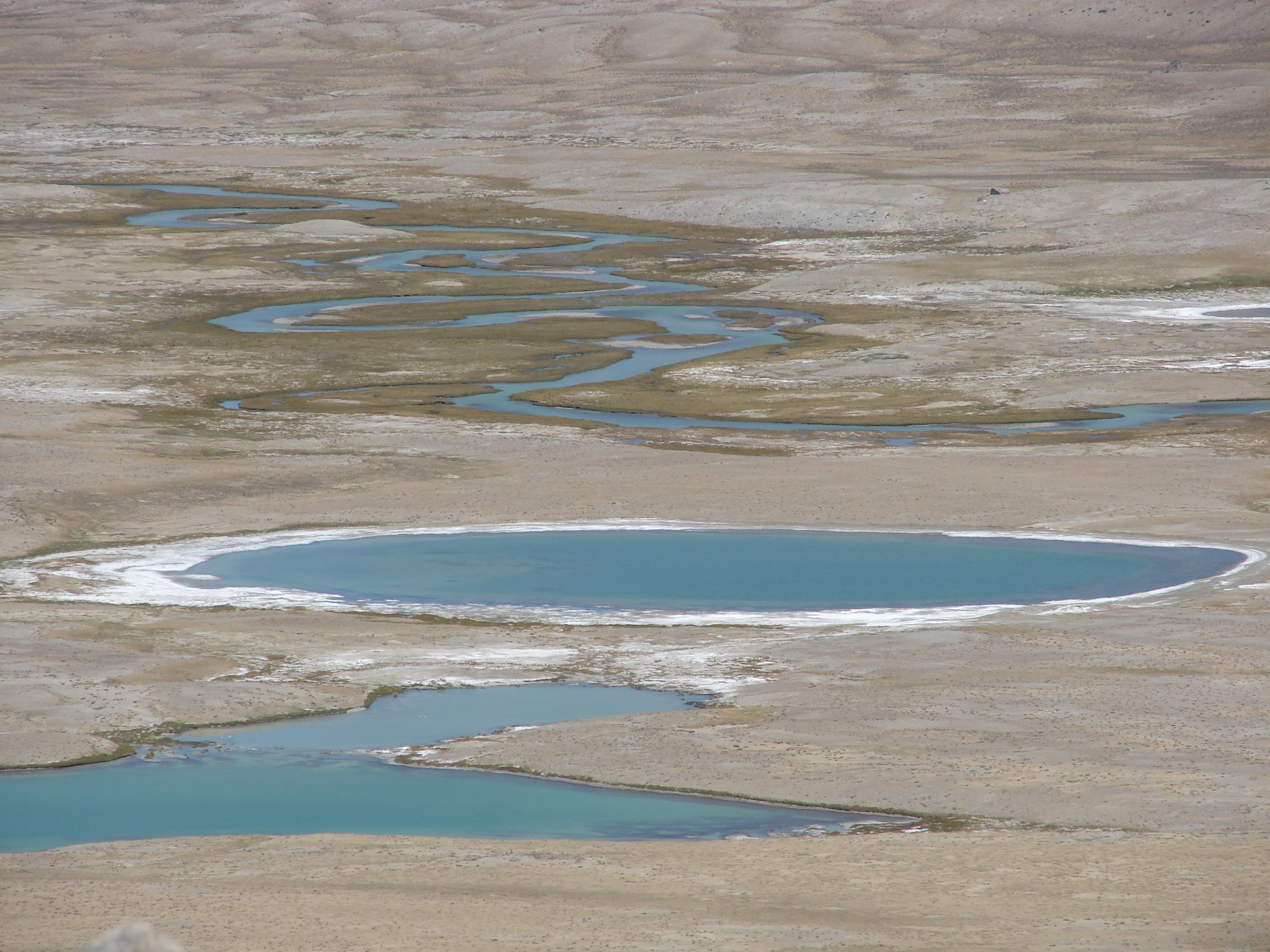

고염수(高鹽水, 영어: brine 브라인[*])는 염도가 5% 이상인 물이다. 고농도의 소금 용액(일반적으로 염화 나트륨 또는 염화 칼슘)이 함유된 물이다. 다양한 맥락에서 고염수는 약 3.5%(식품을 염지하는 데 사용되는 용액의 농도보다 낮은 일반적인 바닷물 농도)에서 약 26%(온도에 따라 일반적인 포화 용액) 범위의 소금 용액을 의미할 수 있다. ). 고염수는 지하 염수의 증발로 인해 자연적으로 형성되지만 염화나트륨을 채굴할 때 생성되기도 한다. 고염수는 식품 가공 및 조리(초절이 및 소금물절이), 도로 및 기타 구조물의 제빙, 다양한 기술 공정에 사용된다. 또한 해수담수화와 같은 많은 산업 공정의 부산물이므로 적절한 폐기 또는 추정과 활용(민물 회수)을 위해서는 폐수 처리가 필요하다.
|               | 담수        | 저염수        | 염수/소금물     | 고염수           |
| 소금 농도 (‰) | <0.5        | 0.5~30        | 30~50           | >50              |
| 자연 사례     | 민물        | 짠물          | 짠물            | 짠물             |
| 자연 사례     | 민물        | 기수          | 바닷물(35) 염호 | 고염호 사해(340) |
| 이용 사례     | 식수 수돗물 | 생리식염수(9) |                 | 염지액           |

## 이용

### 요리
음식을 절이는 데 쓰는 소금물(절임액 또는 염지액)이 보통 고염수이다.

## 같이 보기
- 간수